# Доротея Вірер
Доротея Вірер (нім. Dorothea Wierer, 3 квітня 1990) — італійська біатлоністка, олімпійська медалістка, триразова чемпіонка світу, медалістка світових першостей, володарка двох Великих кришталевих глобусів переможця загального заліку кубку світу з біатлону сезонів 2018/2019 та 2019/2020 років.

## Спортивна кар'єра
Доротея народилася в 1990 році в німецькомовній комуні Бруніко Південному Тіролі, в містечку Разун-Антерсельва на півночі Італії.

### Перші успіхи
Займається біатлоном з 2000 року. Є представником спортивного клубу італійської прикордонної служби «Gruppi Sportivi Fiamme Gialle» (дослівно: «жовті петлиці»). Перший серйозний успіх прийшов до італійки в 2006 році, коли вона виграла спринтерське срібло в молодіжному чемпіонаті країни.
У наступному році трапився дебютний для Доротея Вірер юніорський чемпіонат світу, який проходив у неї на батьківщині, в Італії (в містечку Валь-Мартелло). Однак особливого успіху Доротеї він не приніс — найкращим результатом виявилося лише десяте місце в індивідуальній гонці, але провела італійка його досить рівно.
У 2008 році на ЮЧС в німецькому Рупольдінгу в індивідуальній гонці вона здобула свою першу перемогу (всього лише з одним промахом на вогневому рубежі) і внесла вагомий вклад в «бронзу», завойовану в естафеті. Доротея в цьому ж році взяла участь у чемпіонаті Європи з біатлону, що проходив у Новому Месті-на-Мораві (Чехія), де повторити успіх чемпіонату світу не вийшло — 17-те місце в індивідуальній гонці, 26-те — в спринті, 5-те — в естафеті (провела свій етап без провалів: тільки два промахи на вогневому рубежі). А в національній першості спортсменка взяла золото в індивідуальній гонці та срібло мас-старту.
Ще через рік у канадському Кенморі в спринті вона посіла четверте місце, проте в гонці переслідування виграла свою другу золоту медаль юніорських чемпіонатів і другу бронзову медаль в естафеті. У цьому ж році вона дебютувала на Кубку IBU, де на другому етапі в Обертілліяху фінішувала 34-ю і 21-ю відповідно в індивідуальній гонці та спринті. У Кубку Світу з біатлону дебютною гонкою для Доротеї Вірер став спринт, який пройшов у німецькому Обергофі в січні 2009 року. У цій гонці італійка стала 69-ю з двома штрафними колами (лідеру Доротея програла близько трьох з половиною хвилин). У сезоні 2008/2009 вона брала участь у ще одній гонці Кубка світу — передолімпійському спринті в Вістлері, але там стала тільки 72-ю (також два штрафних кола, але програш лідеру склав лише 3:06.8, тобто понад три хвилини).
У 2010 році чемпіонат склався для Доротеї невдало. Її найкращим результатом стало 6-те місце в індивідуальній гонці. У цьому сезоні вона виступала також на двох етапах Кубка IBU, зумівши на домашньому етапі в Мартелло зайняти 11-те місце. В олімпійському сезоні Доротея не брала участі в гонках Кубка світу. Замість цього Доротея Вірер виступала на етапах кубка IBU (у Валь-Мартелло — спринт — 14-те, гонка переслідування — 11-те місце; в Обертіллаху — спринт — 18-те місце, гонка переслідування — 19-те). Зате на другому етапі сезону 2010/11 в Гохфільцені вона вперше потрапила до складу італійської естафетної команди, яка прийшла до фінішу дев'ятою, а Доротея Вірер бігла завершальний етап. У спринті Доротею наздогнав провал — 82-га позиція. Після невиразного етапу в Обергофі і гарного виступу в Обертіллаху (кубок IBU), на п'ятому етапі Кубка світу в Рупольдінгу італійка завоювала перші в кар'єрі очки Кубка світу — в спринтерській гонці вона стала 24-ю, а в переслідуванні відкотилася на 37-ту позицію, набравши в сумі 21 очко в загальному заліку.

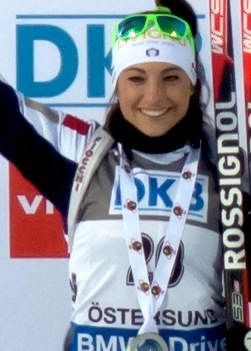
Доротея Вієрер після гонки-переслідування в 2015 році в Естерсунді

У наступному сезоні італійська біатлоністка взяла багато медалей: на чемпіонаті світу в Новому Месті вона випередила всіх суперниць, завоювавши на всіх трьох особистих етапах золоті медалі, на домашньому чемпіонаті Європи Доротея Вірер взяла бронзу в естафеті, срібло у спринті і золото в гонці переслідування, а в чемпіонаті Італії з біатлону Доротея досягла бронзи в спринтерській гонці. Крім того, вона виступала на етапі Кубка IBU в Обертілліаху, де зайняла 4-те і 5-те місця. За підсумками 2011 року Доротея була нагороджена престижною премією «Biathlon-Award» в номінації «Новачок року».

### Доросла кар'єра
У сезоні (2011/2012) Доротея набирає очки тільки в одній гонці Кубка світу — спринт у Новому Месті-на-Мораві — 36-те місце (два промахи). На першому дорослому чемпіонаті світу в Ханти-Мансійську, Доротея виступає нерівно — 28-ме місце в спринті і 21-ше місце в мас-старті, але при цьому в гонці переслідування — 9-те місце (при чудовій стрільбі — усі 20 мішеней закриті) і 4-те місце в естафеті. В Осло-Голлменколені в топ-40 потрапити не вдалося.
Сезон 2012/2013 Кубка світу з біатлону в порівнянні з попереднім сезоном вийшов більш продуктивним для італійки — спринт — 38-ме місце, гонка переслідування — 30-те місце (Гохфільцен); спринт — 22-ге місце, гонка переслідування — 18-те місце (Обергоф); спринт — 29-те місце, гонка переслідування — 21-ше місце (Антгольц-Антерсельва); спринт — 21-ше місце, гонка переслідування — 30-те місце (Нове-Мєсто-на-Мораві, чемпіонат світу); індивідуальна гонка — 20-те місце (Сочі); спринт — 32-ге місце, гонка переслідування — 19-те місце (Ханти-Мансійськ). На чемпіонаті світу в Новому Месті Доротея Вірер в естафеті завойовує першу медаль у дорослих змаганнях — бронзу. І Доротея оформляє золотий дубль на домашній першості юніорській їй підкорилася комбінація спринт + гонка-переслідування.
На чемпіонаті світу 2013 року, що проходив в Нове-Мєсто-на-Мораві, у складі жіночої естафетної команди виграла бронзову медаль. А на літньому чемпіонаті світу з біатлону Доротея завойовує нагороду вищої проби, вразивши 9 мішеней з 10. Злощасний промах трапився на «стійці». Національна першість приносить Доротеї срібло (спринт) і бронзу (мас-старт).

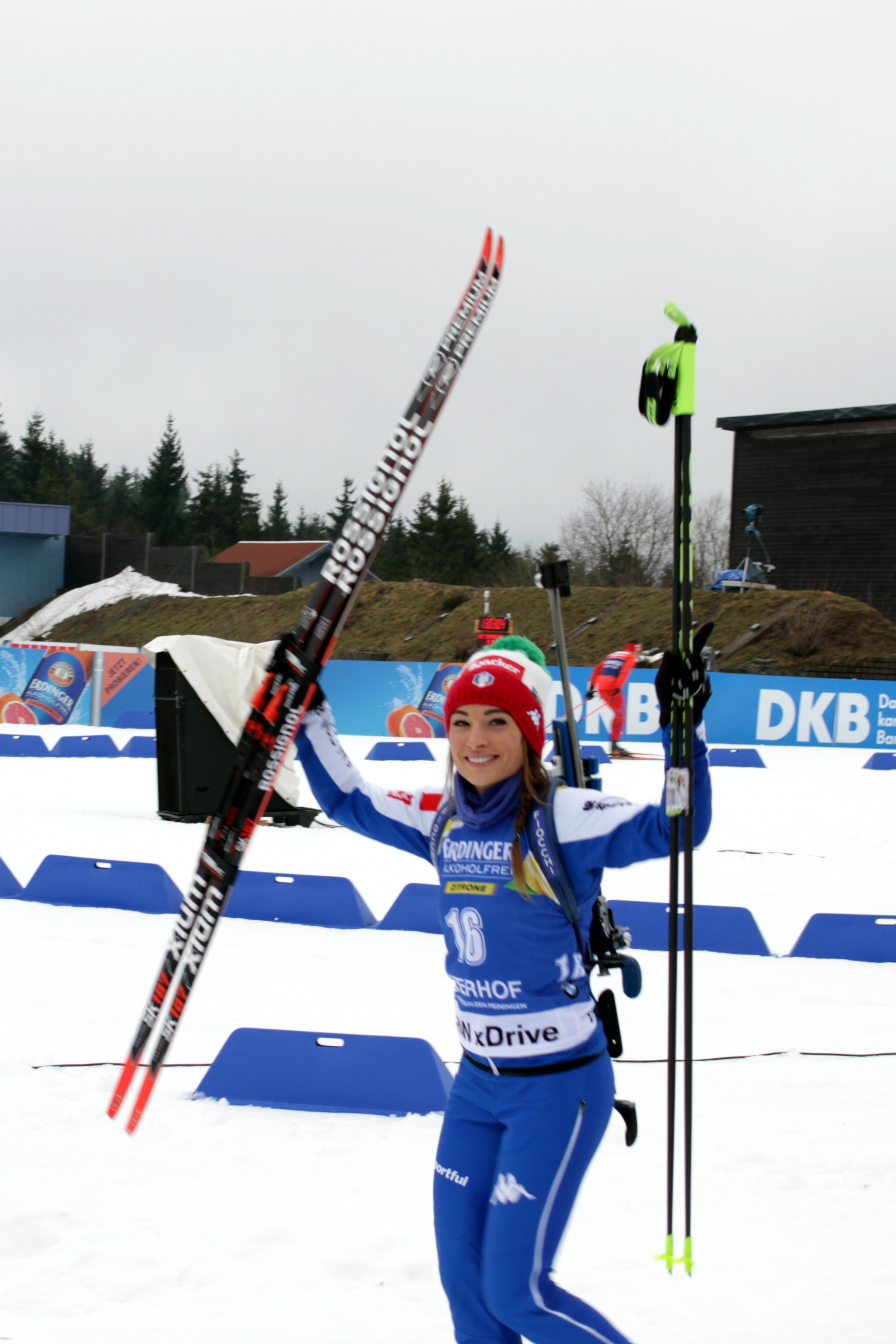
Доротея Вірер на 4 етапі Кубку світу з біатлону (сезон 2018–19) в Обергофі

Доротея Вірер у сезоні 2013/2014 рідко не потрапляла в топ-40 і провела ряд гонок, що дозволили їй забратися в десятку кращих, наприклад, перша індивідуальна гонка в Естерсунді завершилася для Доротеї восьмим місцем. Перше попадання на подіум етапів Кубка світу з біатлону сталося в особливу для жінок дату: 8 березня (2014 року). Щасливим етапом для італійки стала словенська Поклюка, де вона посіла третє місце в гонці переслідування.
У змішаній естафеті, яка вперше проводилася в рамках зимової Олімпіади 2014 року в Сочі, завоювала бронзову медаль разом з Карін Обергофер, Домініком Віндішем і Лукасом Гофером.
У сезоні 2014/2015 італійська біатлоністка завоювала 5 нагород — три особистих — бронзу в гонці переслідування (Естерсунд), срібло у спринті (Поклюка), срібло у спринті (Обергоф); дві командних — срібло (Осло-Гольменколлен) і бронза (ЧС, Контіолахті) в естафетах. Брала участь практично у всіх гонках сезону (крім першої індивідуальної гонки і чеського етапу). На літньому чемпіонаті з біатлону вона впевнено виграє спринт і індивідуальну гонку.
У сезоні 2015/2016 Доротея виграла перші золоті медалі Кубка світу з біатлону в Естерсунді і Рупольдінгу (індивідуальні гонки), причому після шведської гонки вона вперше у своїй кар'єрі вийшла на наступний старт у жовтій майці лідера; в Кенморі (мас-старт), також у її активі срібні медалі гонки переслідування (Естерсунд, Голменколлен), причому в Норвегії Доротея завоювала першу особисту медаль чемпіонату світу в кар'єрі, спринту (Антхольц-Антерсельва); бронзові медалі Рупольдінгу (гонка переслідування), Антхольці (гонка переслідування), Кенмор (спринт), Ханти-Мансійськ (гонка переслідування), також італійка святкувала успіх в естафеті (Гохфільцен), завойовувала срібло в Кенморській змішаній естафеті та піднімалася на 3-ю сходинку п'єдесталу все в тій же естафеті (Рупольдинг). Показавши восьмий результат на чемпіонаті світу в Гольменколлені в класичній п'ятнадцатікілометровці і вигравши дві попередні гонки, Доротея стала володаркою Малого кришталевого глобуса за програмою індивідуальних гонок. Доротея не пропустила жодної особистої гонки, завжди була в топ-20 найсильніших (єдиний виняток — перший мас-старт Рупольдінгу, в якому Доротея Вірер зайняла 25-те місце), показувала хорошу швидкість на лижні. Також Доротея взяла участь в італійському чемпіонаті з біатлону, де вона досить впевнено виграла в спринті (0 + 2, час 22: 22.8, перевага над Ніколь Гонтьє 40,7 секунд) і гонці переслідування (0 + 0 + 2 + 1, перевага від блішайшего переслідувача 1:55 хвилини).

### Лідерство у світовому біатлоні
На Пхьочханській Олімпіаді італійський квартет підтвердив свій сочинський успіх, фінішувавши третіми в змішаній естафеті.
Чемпіонкою світу Вірер стала в Естерсунді після перемоги в мас-старті. З Естерсунду вона привезла ще дві естафетні медалі: бронзову в змішаній естафеті та срібло в одиночній змішаній естафеті. Наступний чемпіонат світу проходив на трасі рідної для Вірер Антерсельви. Там вона виборола два золота і два срібла.
За підсумками сезону 2018/2019 Вірер здобула великий кришталевий глобус переможниці в загальному заліку та малий кришталевий глобус у заліку гонок переслідування. У наступному сезоні вона знову виборола великий кришталевий глобус переможниці Кубка світу в загальному заліку та один малий глобус — цього разу в заліку мас-стартів.
У сезоні 2020/2021 років Вірер виступила не так успішно, посівши п'яте місце в загальному заліку і розділивши малий кришталевий глобус в заліку індивідуальних гонок з австрійкою Лізою-Терезою Гаузер.

## Особисте життя
30 травня 2015 року одружилася зі Стефано Коррадіні, технічним менеджером комітету Фонду FISI (Італійська федерація зимових видів спорту) Трентіно.
У квітні 2016 року погодилася знятися для журналу «Playboy».

## Статистика стрільби Доротеї

### За дисциплінами
В таблицю входять усі гонки
| Сезон                | 2010/2011 | 2010/2011 | 2011/2012 | 2011/2012 | 2012/2013 | 2012/2013 | 2013/2014 | 2013/2014 | 2014/2015 | 2014/2015 | 2015/2016 | 2015/2016 | 2016/17   | 2016/17 | 2017/2018 | 2017/2018 | Всього за кар'єру | Всього за кар'єру |
| -------------------- | --------- | --------- | --------- | --------- | --------- | --------- | --------- | --------- | --------- | --------- | --------- | --------- | --------- | ------- | --------- | --------- | ----------------- | ----------------- |
| Індивідуальна гонка  | 0 / 0     | —         | 47 / 60   | 78,33 %   | 52 / 60   | 86,67 %   | 36 / 40   | 90 %      | 37 / 40   | 92,5 %    | 58 / 60   | 96,67 %   | 44 / 60   | 73,3 %  | 53 / 60   | 88,3 %    | 327 / 380         | 86,05 %           |
| Спринт               | 42 / 50   | 84 %      | 66 / 90   | 73,33 %   | 74 / 90   | 82,22 %   | 78 / 90   | 86,67 %   | 80 / 90   | 88,89 %   | 80 / 90   | 88,89 %   | 80 / 90   | 88,9 %  | 78 / 90   | 86,7 %    | 578 / 680         | 85 %              |
| Гонка переслідування | 53 / 60   | 88,33 %   | 45 / 60   | 75 %      | 88 / 100  | 88 %      | 133 / 160 | 83,13 %   | 104 / 120 | 86,67 %   | 140 / 160 | 87,5 %    | 156 / 180 | 86,7 %  | 140 / 160 | 87,5 %    | 859 / 1000        | 85,9 %            |
| Масстарт             | 17 / 20   | 85 %      | 0 / 0     | —         | 0 / 0     | —         | 69 / 80   | 86,25 %   | 82 / 100  | 82 %      | 84 / 100  | 84 %      | 86 / 100  | 86 %    | 107 / 120 | 89,2 %    | 445 / 520         | 85,6 %            |
| Естафета             | 30 / 37   | 81,08 %   | 40 / 48   | 83,33 %   | 60 / 69   | 86,96 %   | 60 / 69   | 86,96 %   | 68 / 80   | 85 %      | 69 / 86   | 80,23 %   | 60 / 71   | 84,5 %  | 78 / 99   | 78,8 %    | 465 / 559         | 83,2 %            |
| Вього                | 142 / 167 | 85,03 %   | 198 / 258 | 76,74 %   | 274 / 319 | 85,89 %   | 376 / 439 | 87,65 %   | 371 / 430 | 86,28 %   | 431 / 496 | 86,9 %    | 426 / 501 | 85 %    | 456 / 529 | 86,2 %    | 2674 / 3139       | 85,19 %           |

### За позиціями
В таблицю входять усі гонки
| Сезон            | 2010/2011 | 2010/2011 | 2011/2012 | 2011/2012 | 2012/2013 | 2012/2013 | 2013/2014 | 2013/2014 | 2014/2015 | 2014/2015 | 2015/2016 | 2015/2016 | 2016/17 | 2016/17   | 2017/2018 | 2017/2018 | Всього за кар'єру | Всього за кар'єру |
| ---------------- | --------- | --------- | --------- | --------- | --------- | --------- | --------- | --------- | --------- | --------- | --------- | --------- | ------- | --------- | --------- | --------- | ----------------- | ----------------- |
| Положення лежачи | 72 / 84   | 85,71 %   | 98 / 129  | 75,97 %   | 134 / 158 | 84,81 %   | 182 / 219 | 83,11 %   | 193 / 216 | 89,35 %   | 217 / 245 | 88,57 %   | 87 %    |           | 88 %      |           | 896 / 1051        | 85,25 %           |
| Положення стоячи | 70 / 83   | 84,33 %   | 100 / 129 | 77,52 %   | 140 / 161 | 86,96 %   | 194 / 220 | 88,18 %   | 178 / 214 | 83,18 %   | 214 / 251 | 85,26 %   | 82 %    |           | 84 %      |           | 896 / 1058        | 84,69 %           |
| Вього            | 142 / 167 | 85,03 %   | 198 / 258 | 76,74 %   | 274 / 319 | 85,89 %   | 376 / 439 | 87,65 %   | 371 / 430 | 86,28 %   | 431 / 496 | 86,9 %    | 85,03 % | 426 / 501 | 86,2 %    | 456 / 529 | 2674 / 3139       | 85,19 %           |

## Статистика кубка світу
У таблиці наведено статистику виступів біатлоніста в Кубку світу.
- Місця 1–3: кількість подіумів
- Чільна 10: кількість фінішів у першій десятці
- В очках: кількість виступів, на яких біатлоніст здобував очки
- Старти: кількість стартів
- Естафета: включно зі змішаною

| Місця                      | Індивід. | Спринт | Персьют | Мас-старт | Естафета | Разом |
| -------------------------- | -------- | ------ | ------- | --------- | -------- | ----- |
| 1                          | 4        | 3      | 2       | 2         | 5        | 16    |
| 2                          |          | 4      | 7       | 2         | 6        | 19    |
| 3                          |          | 3      | 7       | 1         | 8        | 19    |
| Чільна 10                  | 10       | 34     | 31      | 15        | 53       | 143   |
| В очках                    | 18       | 68     | 55      | 34        | 59       | 234   |
| Стартів                    | 24       | 86     | 60      | 34        | 59       | 263   |
| Станом на: 13 березня 2020 |          |        |         |           |          |       |

### Загальне місце в підсумковій таблиці Кубку світу з біатлону
- 2010/2011 — 54-те місце (84 очки)
- 2011/2012 — 91-ше місце (5 очок)
- 2012/2013 — 38-ме місце (171 очко)
- 2013/2014 — 16-те місце (399 очок)
- 2014/2015 — 7-ме місце (745 очок)
- 2015/2016 — 3-тє місце (944 очки)
- 2016/2017 — 5-те місце (719 очок)
- 2017/2018 — 5-те місце (681 очко)
- 2018/2019 — 1-ше місце (904 очки)
- 2019/2020 — 1-ше місце (793 очки)

### Олімпійські ігри
3 медалі (3 бронзові медалі)
| Місце проведення             | Інд. гонка | Спринт | Переслідування | Масстарт | Естафета | Зм. естафета |
| ---------------------------- | ---------- | ------ | -------------- | -------- | -------- | ------------ |
| Зимові олімпійські ігри 2014 | DNS        | 6      | 17             | 26       | 6        | бронза       |
| Зимові олімпійські ігри 2018 | 7          | 18     | 15             | 6        | 9        | бронза       |
| Зимові олімпійські ігри 2022 | 18         | бронза | 6              | 22       | 5        | 9            |

## Екіпірування і спонсори
- Гвинтівка — Anschütz (патрони для рушниці — Fiocchi)

- Лижі — Rossignol (мастило для лиж — Rex)
- Лижні палиці — One Way
- Рукавички — One Way
- Окуляри — Briko
- Черевики — Rossignol
- Титульний спонсор: Livigno (Гірськолижний курорт Італії); спонсори від FISI: автоконцерн Audi, виробник спортивного одягу Kappa і виробник білизни intimissimi.

## Послання на джерела
1. ↑  http://olympic-athletes.pointafter.com/l/2932/Dorothea-Wierer
2. ↑  Биатлонистка, призер Сочинской олимпиады, согласилась позировать для Playboy. NEWSru.co.il. Архів оригіналу за 27 березня 2019. Процитовано 27 березня 2019.